# Sipőcz Jenő
Sipőcz Jenő (Budapest, 1878. szeptember 19. – Budapest, 1937. január 1.) ügyvéd, Budapest polgármestere, majd főpolgármestere.

## Élete
Budapesten született öt évvel a városegyesítés után. Édesapja Sipőcz László, országszerte ismert jogász, a város árvaszéki elnöke, édesanyja Vimmer Ilona. Az Őz utcai elemi iskola után a Piarista Gimnáziumban végezte  középiskolai tanulmányait, majd jogi és államtudományi doktorátust, s ügyvédi oklevelet szerzett, és önálló irodát nyitott. Apja ismertségének köszönhetően irodája felvirágzott, Horthy Miklós is ügyfelei közé tartozott. A családban először apja pályázott a polgármesteri székre, ám 1906-ban alulmaradt Bárczy Istvánnal szemben.
Sipőcz Jenő feladta ügyvédi praxisát, s a főváros szolgálatába szegődött. 1915-ben választották meg tiszti ügyésznek. 1919-ben a Tanácsköztársaság bukását követően ideiglenes kormánybiztosként irányította a várost, majd 1920. szeptember 1-jétől a közgyűlés nagy többséggel polgármesterré választotta.
„Jöttem a romokat eltakarítani és építeni” – ezekkel a szavakkal kezdte meg polgármesteri tevékenységét. Noha Sipőcz és az őt támogató politikai mozgalom keresztény–konzervatív beállítottságú volt, a polgármesteri székben Sipőcz mégis reformszellemben irányította a várost. Nem volt pedig könnyű helyzetben, hiszen a trianoni béke után a területének kétharmadát elvesztő ország Budapestje hirtelen vízfejként éktelenkedett az ország szívében. Szintén Sipőcznek kellett megküzdeni a nagy gazdasági világválság következményeivel.
Sipőcz városvezetői időszakára esett a virilizmus megszüntetése a budapesti önkormányzati választáson, 1920-tól kezdve a legtöbb adót fizetők nem rendelkeztek külön helyekkel a törvényhatósági bizottságban. Szintén jelentős reformnak számított, hogy választójogot kaptak a nők: míg az 1910-es években kevesebb mint 50 ezer választásra jogosult polgára volt a városnak, a 20-as évekre már 300 ezren járulhattak helyhatósági választáskor az urnákhoz.

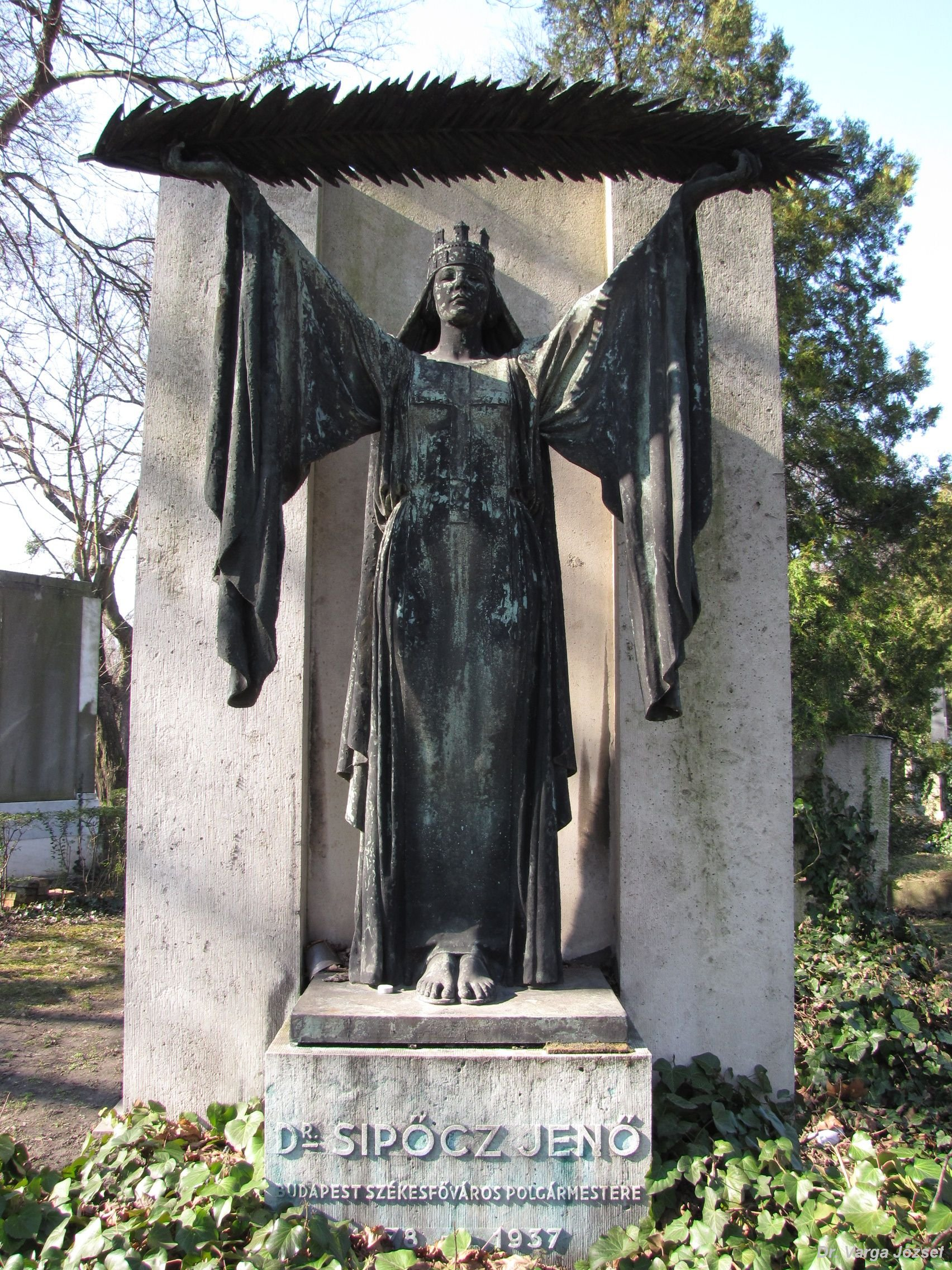
Sipőcz Jenő sírja Budapesten. Kerepesi temető: 34-1-25. Szentgyörgyi István alkotása.

Sipőcz folytatta a Bárczy István által megkezdett községesítési politikát, azaz a közműüzemek városi tulajdonba vételét, felvásárlását. Ennek keretében egységes városi közlekedési vállalatot hoztak létre BSZKRT néven (1922. december 27.), felvásárlással saját fővárosi bankot alapítottak, a Budapest Székesfővárosi Községi Takarékpénztár Rt.-t. Szociális lakásépítési programot indítottak, fejlesztették az iskolai és egészségügyi hálózatot. Az 1930-as években gyógyfürdők és szállodák építésével fejlesztették az idegenforgalmat – a „Budapest a gyógyfürdők városa” szlogen is ebből az időből származik. A városi tulajdonban üzemelő közművállalatok gazdálkodásával kapcsolatban állandó támadások kereszttüzében állt a városvezetés: a korabeli lapok tele voltak visszaélésekről, panamákról szóló hírekkel. Ennek ellenére Sipőczöt még kétszer újraválasztották – egyik alkalommal Bárczy volt az ellenfele, akivel szemben korábban apja nem tudott győzni.
Sipőcz 1934. november 24-éig töltötte be a polgármesteri tisztséget, majd ezt követően a város főpolgármesterévé nevezték ki. Több mint két évig lavírozott ügyesen a kormány és az ellenzék között, mint főpolgármester, ám 1936-ban ágynak esett, s 1937. január 1-jén szívbénulás következtében elhunyt. Több mint 16 éven át volt irányítója a városnak. Felesége Szántó Ilona volt.